# 波士尼亞王國
波士尼亞王國（波士尼亞語：Босанско краљевство），歐洲巴爾幹半島歷史上的一個國家，存在於1377年至1463年。

## 君主列表
1. 特維科一世，1377年至1391年在位
2. 斯特凡·達比沙，1391年至1395年在位
3. 埃萊娜·格魯巴，1395年至1398年在位
4. 斯特凡·奧斯托亞，1398年至1404年在位
5. 特維科二世，1404年至1409年在位
6. 斯特凡·奧斯托亞，1409年至1418年在位
7. 斯特凡·奧斯托伊奇，1418年至1420年在位
8. 特維科二世，1420年至1443年在位
9. 斯特凡·托馬斯，1443年至1461年在位
10. 斯特凡·托馬瑟維奇，1461年至1463年在位